# Погост (Ундозерское сельское поселение)
Погост — деревня в Плесецком районе Архангельской области.

## География
Находится в северо-западной части Архангельской области на расстоянии приблизительно 73 км на запад по прямой от административного центра района поселка Плесецк у юго-восточного берега озера Ундозеро.

## История
В 1555/1556 году в составе Устьмошского стана Каргопольского уезда упоминается "волостка на Ундо Озере и на Кармо Озере… 6 пустошей, что была слободка Мартюшова Ондронова…".
В 1873 году здесь было учтено 16 дворов, в 1905 — 8. Тогда деревня входила в Пудожский уезд Олонецкой губернии, при советской власти включалась в Приозерный район Архангельской области, позднее в Плесецкий район. До 2021 года входила в Ундозерское сельское поселение до его упразднения.

## Население
Численность населения: 101 человек (1873 год), 42 (1905), 3 (100 % русские) в 2002 году, 1 в 2010.